# Muhlenbergia
Muhlenbergia es un género de plantas herbáceas perteneciente a la familia de las poáceas. Es originario de Himalaya a Japón, y de América del Norte a los Andes.

## Taxonomía
El género fue descrito por Johann Christian Daniel von Schreber y publicado en Genera Plantarum 1: 44. 1789. La especie tipo es: Muhlenbergia schreberi J.F. Gmel.
Etimología
El nombre del género fue otorgado en honor de Henry Ernest Muhlenberg. 
Citología
El número cromosómico básico del género es x = 10, con números cromosómicos somáticos de 2n = 20, 40, 42 y 60, ya que hay especies diploides y una serie poliploide. Cromosomas relativamente "medianos".

## Especies
- Muhlenbergia acuminata Vasey
- Muhlenbergia alamosae Vasey
- Muhlenbergia ambigua Torr.
- Muhlenbergia andina Hitchc.
- Muhlenbergia argentea Vasey
- Muhlenbergia arizonica Scribn.
- Muhlenbergia articulata Scribn.
- Muhlenbergia biloba Hitchc.
- Muhlenbergia brevifolia Scribn.
- Muhlenbergia brevis Goodd.
- Muhlenbergia circinata Kuntze
- Muhlenbergia densiflora Scribn. & Merr.
- Muhlenbergia depauperata Scribn.
- Muhlenbergia distichophylla Kunth
- Muhlenbergia dubioides Goodd.
- Muhlenbergia dumosa Scribn.
- Muhlenbergia elata Vasey
- Muhlenbergia elegans Trin.
- Muhlenbergia elongata Scribn.
- Muhlenbergia emersleyoides Soderstr.
- Muhlenbergia erectifolia Swallen
- Muhlenbergia eriophylla Swallen
- Muhlenbergia filiculmis Vasey
- Muhlenbergia filipes M.A.Curtis
- Muhlenbergia firma Beal
- Muhlenbergia flavida Vasey
- Muhlenbergia flaviseta Scribn.
- Muhlenbergia gracilis Swallen
- Muhlenbergia gracillima Torr.
- Muhlenbergia grandis Vasey
- Muhlenbergia involuta Swallen
- Muhlenbergia iridifolia Soderstr.
- Muhlenbergia laxiflora Scribn.
- Muhlenbergia lehmanniana Henrard
- Muhlenbergia lindheimeri Hitchc.
- Muhlenbergia longifolia Vasey
- Muhlenbergia longiglumis Vasey
- Muhlenbergia longiseta Benth.
- Muhlenbergia lycuroides Vasey
- Muhlenbergia metcalfi M.E.Jones
- Muhlenbergia microsperma (DC.) Trin
- Muhlenbergia michisensis Y. Herrera et P.M. Peterson
- Muhlenbergia monandra Alegría & Rúgolo
- Muhlenbergia monticola Buckley
- Muhlenbergia nana Benth.
- Muhlenbergia nebulosa Scribn.
- Muhlenbergia nigra Hitchc.
- Muhlenbergia palmeri Vasey
- Muhlenbergia palmirensis Grignon & Laegaard
- Muhlenbergia palustris Scribn.
- Muhlenbergia parryi Scribn.
- Muhlenbergia parviglumis Vasey
- Muhlenbergia pauciflora Buckley
- Muhlenbergia pectinata Goodd.
- Muhlenbergia peruviana (P.Beauv.) Steud.
- Muhlenbergia polycaulis Scribn.
- Muhlenbergia polystachya Mack.
- Muhlenbergia pulcherrima Scribn.
- Muhlenbergia pungens Thurb.
- Muhlenbergia purpusii Mez
- Muhlenbergia ramosissima Vasey
- Muhlenbergia ramulosa (Humb., Bonpl. et Kunth) Swallen
- Muhlenbergia reeserorum Soderstr.
- Muhlenbergia rigens
- Muhlenbergia scabra S.Watson
- Muhlenbergia schaffneri E.Fourn.
- Muhlenbergia scoparia Vasey
- Muhlenbergia sobolifera (Muhl.) Trinajstic
- Muhlenbergia speciosa Vasey
- Muhlenbergia strictior Scribn.
- Muhlenbergia subaristata Swallen
- Muhlenbergia sylvatica Torr. & A.Gray
- Muhlenbergia texana Buckley
- Muhlenbergia trifida Hack.
- Muhlenbergia wrightii Vasey
- Muhlenbergia xanthodes Soderstr.